# Батановци
Ба́тановци (болг. Батановци) — населённый пункт в Болгарии. Находится в Перникской области, входит в общину Перник. Население составляет 2069 человек (2022).

## Политическая ситуация
В местном кметстве Батановци, в состав которого входит Батановци, должность кмета (старосты) исполняет Петыр Йорданов Пенев (коалиция в составе 4 партий: Демократы за сильную Болгарию (ДСБ), Демократическая партия (ДП), Союз свободной демократии (ССД), Союз демократических сил (СДС)) по результатам выборов.
Кмет (мэр) общины Перник — Росица Йорданова Янакиева (коалиция в составе 2 партий: Болгарская социал-демократия (БСД), Болгарская социалистическая партия (БСП)) по результатам выборов.